# Like a Rock (chanson)
Singles de Bob Seger & the Silver Bullet Band
American Storm
(1986) It's You
(1986)
Like a Rock est une chanson écrite par Bob Seger, qui l'a enregistrée avec son groupe Silver Bullet Band et sortie en 1986 sur l'album Like a Rock et en single.

## Liste des pistes
Single 7" 45 tours' — 1er mai 1986, Capitol 1C 006-20 1265 7 (EMI), Allemagne

Single 7" 45 tours' — 1er mai 1986, Capitol CL 408 (EMI), Royaume-Uni
1. Like a Rock (Edited) (4:36)
2. Livin' Inside My Heart (3:30)[1]

## Classements
| Classement (1986)                      | Meilleure position |
| -------------------------------------- | ------------------ |
| Canada (RPM Top Singles)               | 33                 |
| Canada (RPM Adult Contemporary Tracks) | 5                  |
| États-Unis (Hot 100)                   | 12                 |
| États-Unis (Adult Contemporary)        | 21                 |
| États-Unis (Mainstream Rock)           | 1                  |

## Version de Johnny Hallyday
Une version française, intitulée Comme un roc, a été écrite par Philippe Labro et enregistrée par Johnny Hallyday pour son album Destination Vegas sorti en 1996.